# Linhart Fajt
Linhart Fajt (26. listopadu 1910 Jablonné nad Orlicí – 18. listopadu 1943 Biskajský záliv) byl český palubní letecký mechanik 311. československé bombardovací perutě RAF.

## Život

### Před druhou světovou válkou
Linhart Fajt se narodil 26. listopadu 1910 v Jablonném nad Orlicí v rodině kartáčníka Linharta Fajta a Julie, rozené Krejčí. Ještě v jeho útlém věku se rodina přestěhovala do Litovle, kde si jeho otec založil živnost. Po vypuknutí první světové války byl již v roce 1914 jeho otec povolán na frontu, kde padl do ruského zajetí, následně vstoupil do Československých legií a v roce 1918 zemřel na následky bojového zranění v Čeljabinsku. Jeho matka zůstala na výchovu tří dětí a vedení kartáčnické firmy sama. V roce 1917 mu zemřel bratr Alois. V Litovli vychodil Linhart Fajt obecnou, čtyřletou měšťanskou a tříletou pokračovací školu a vyučil se automechanikem. Během prezenční vojenské služby absolvoval v roce 1930 v Milovicích řidičský a mechanický kurz. Osobně se znal s Gustavem Frištenským, který mu dával lekce zápasení. V roce 1934 se stal obecním strážníkem v Litovli.

### Druhá světová válka
Po německé okupaci v březnu 1939 vstoupil Linhart Fajt do protinacistického odboje. Byl členem skupiny, která se zabývala získáváním, shromažďováním a ukrýváním zbraní, ukrýváním pronásledovaných osob a pomocí jejich odchodu za hranice (mj. Ladislav Bedřich, Karel Kvapil, Josef Kuhn, Ladislav Hrabal). Činnost skupiny byla na začátku roku 1940 odhalena, Linhartu Fajtovi se ale společně s Josefem Pláničkou podařilo ilegálně opustit Protektorát Čechy a Morava a přes Slovensko, Maďarsko a blízký východ se dostal do Francie. Zde vstoupil do vznikající Československé armády v zahraničí a na vlastní žádost byl 15. března 1940 v Agde zařazen k leteckým jednotkám. Po pádu Francie se 19. června přes Bordeaux společně s dalšími evakuoval do Spojeného království. Zde byl 11. července téhož roku přijat do Royal Air Force a 29. července zařazen k pozemnímu personálu 311. československé bombardovací perutě. Mezi únorem a zářím 1943 absolvoval kurz na palubního leteckého mechanika. První operační let absolvoval 6. listopadu 1943. Dne 18. listopadu 1943 odstartoval ke svému třetímu operačnímu letu jako příslušník posádky stroje Consolidated B-24 Liberator GR Mk.V BZ872 "E" pod velením Metoděje Šebely. Úkolem byla protiponorková patrola nad Biskajským zálivem, ze které se již nevrátil. Poslední zpráva pochází z času 13.10 hodin a hovoří o nutnosti přistát na moři z důvodu závady motoru. Dle německých záznamů byl jeho letoun pravděpodobně sestřelen dvojicí německých stíhaček Messerschmitt Bf 109 v prostoru Brestu. Jeho tělo bylo jediné, které moře vyplavilo na pobřeží Normandie. Byl pohřben jako neznámý letec na americkém vojenském hřbitově. Později bylo jeho tělo exhumováno, identifikováno a pohřbeno na hřbitově v Bayeux. Dosáhl hodnosti rotného.

## Rodina
Po odchodu Linharta Fajta z Protektorátu byla jeho matka Julie Fajtová několikrát vyslýchána gestapem a poté i s dcerou Julií, která trpěla plicní chorobou, internována v táboře ve Svatobořicích. Sestra Julie zemřela na následky věznění tři roky po válce.

## Posmrtná ocenění
- Linhart Fajt byl po válce in memoriam povýšen do hodnosti štábního rotmistra a v roce 1991 do hodnosti podplukovníka
- Linhartu Fajtovi byl in memoriam udělen Československý válečný kříž 1939